# Blacus chabarovi
Blacus chabarovi är en stekelart som beskrevs av Sergey A. Belokobylskij 1995. Blacus chabarovi ingår i släktet Blacus och familjen bracksteklar. Inga underarter finns listade.